# Аромашевский район
Арома́шевский райо́н — административно-территориальная единица (район) и муниципальное образование (муниципальный район) в Тюменской области России.
Административный центр — село Аромашево.

## География
Аромашевский район расположен в юго-восточной части Тюменской области. Общая площадь территории района — 3,9 тыс. км².
Район граничит с Ишимским, Голышмановским, Сорокинским, Юргинским, Вагайским районами области. По его территории протекает река Вагай с малыми речушками, впадающими в неё. Район находится в подтаёжной зоне.
На территории района расположен региональный заказник Алабуга (24 750 га).

## Население
| 1939    | 1959    | 1979    | 1989    | 2002    | 2009    | 2010    |
| ------- | ------- | ------- | ------- | ------- | ------- | ------- |
| 27 675  | ↘24 676 | ↘18 333 | ↘16 960 | ↘14 175 | ↘13 092 | ↘12 202 |
| 2011    | 2012    | 2013    | 2014    | 2015    | 2016    | 2017    |
| ↘12 135 | ↘11 799 | ↘11 543 | ↘11 312 | ↘11 072 | ↘10 957 | ↘10 800 |
| 2018    | 2019    | 2020    | 2021    | 2023    |         |         |
| ↘10 568 | ↘10 356 | ↘10 101 | ↗10 648 | ↘10 350 |         |         |

## История
Образован на основании постановлений ВЦИК от 3 и 12 ноября 1923 года в составе Ишимского округа Уральской области из Аромашевской, Кротовской, части Малышенской волостей Ишимского уезда, а также Малиновской и части Истяцкой волостей Тобольского уезда Тюменской губернии.
В район вошло 33 сельсовета: Алексеевский, Аромашевский, Балахлейский, Бобровский, Богословский, Большекусерякский, Большескарединский, Буреевский, Вагинский, Валгинский, Выигрышневский, Илинейский, Кармацкий, Кротовский, Малиновский, Малоскарединский, Николаевский, Новоаптулинский, Новоберёзовский, Новотроицкий, Овсовский, Ольгинский, Орловский, Преображенский, Романовский, Русаковский, Слободчиковский, Смородиновский, Сорочкинский, Успенский, Усть-Лотовский, Уткарминский, Юрминский.
Постановлением Уралоблисполкома от 30/31 декабря 1925 года образован Балаганский сельсовет. Постановлениями ВЦИК от:
- 17 января 1934 года район включён в состав Челябинской области.
- 7 декабря 1934 года передан из Челябинской области в Омскую область.
- 25 января 1935 года Алексеевский и Большекусерякский сельсоветы переданы в Сорокинский район.

19 сентября 1939 года упразднены Богословский, Большескарединский, Буреевский, Валгинский, Выигрышневский, Кармацкий, Новотроицкий сельсоветы. В состав района вошёл Большекусерякский сельсовет, переданный из Сорокинского района.
Передан в состав образованной Тюменской области 14 августа 1944 года.
12 апреля 1952 года упразднён Романовский сельсовет. 17 июня 1954 года упразднены Балаганский, Большекусерякский, Николаевский, Успенский, Усть-Лотовский сельсоветы. 19 ноября 1959 года упразднены Овсовский и Смородиновский сельсоветы. 5 октября 1961 года упразднены Новоаптулинский и Русаковский сельсоветы. Уткарминский сельсовет переименован в Новопетровский. 24 мая 1962 года упразднён Слободчиковский сельсовет. 1 февраля 1963 года район упразднён. Территория вошла в состав укрупнённого Голышмановского сельского района. 9 декабря 1970 года район образован вновь из Аромашевского, Бобровского, Вагинского, Кротовского, Малиновского, Малоскарединского, Новоаптулинского, Новоберёзовского, Новопетровского, Слободчиковского, Сорочкинского сельсоветов. 12 августа 1971 года Новоаптулинский сельсовет упразднён, образован Русаковский. Бобровский сельсовет переименован в Кармацкий, Вагинский — в Юрминский.

## Муниципально-территориальное устройство
В Аромашевском муниципальном районе 11 сельских поселений, включающих 38 населённых пунктов:
| №  | Сельские поселения                  | Админ. центр       | Количество населённых пунктов | Население | Площадь, км² |
| -- | ----------------------------------- | ------------------ | ----------------------------- | --------- | ------------ |
| 1  | Аромашевское сельское поселение     | село Аромашево     | 5                             | ↘5736     | 378,51       |
| 2  | Кармацкое сельское поселение        | деревня Кармацкая  | 3                             | ↘362      | 288,82       |
| 3  | Кротовское сельское поселение       | село Кротово       | 3                             | ↘478      | 348,93       |
| 4  | Малиновское сельское поселение      | село Малиновка     | 3                             | ↘373      | 346,54       |
| 5  | Малоскарединское сельское поселение | село Малоскаредное | 2                             | ↘286      | 658,74       |
| 6  | Новоберёзовское сельское поселение  | село Новоберёзовка | 2                             | ↘441      | 375,30       |
| 7  | Новопетровское сельское поселение   | село Новопетрово   | 7                             | ↘854      | 212,00       |
| 8  | Русаковское сельское поселение      | село Русаково      | 4                             | ↘261      | 201,93       |
| 9  | Слободчиковское сельское поселение  | село Слободчики    | 4                             | ↘497      | 267,79       |
| 10 | Сорочкинское сельское поселение     | село Сорочкино     | 3                             | ↘595      | 237,89       |
| 11 | Юрминское сельское поселение        | деревня Юрминка    | 2                             | ↘467      | 129,91       |

### Населённые пункты
| №  | Населённый пункт | Тип     | Население | Муниципальное образование           |
| -- | ---------------- | ------- | --------- | ----------------------------------- |
| 1  | Ангарка          | деревня | ↘163      | Новопетровское сельское поселение   |
| 2  | Аромашево        | село    | ↗5420     | Аромашевское сельское поселение     |
| 3  | Балаганы         | деревня | ↗11       | Аромашевское сельское поселение     |
| 4  | Балахлей         | деревня | ↘74       | Новопетровское сельское поселение   |
| 5  | Батурина         | деревня | ↘14       | Русаковское сельское поселение      |
| 6  | Бобровка         | деревня | ↘56       | Кармацкое сельское поселение        |
| 7  | Большескаредная  | деревня | ↘127      | Аромашевское сельское поселение     |
| 8  | Большой Кусеряк  | деревня | ↘117      | Новоберёзовское сельское поселение  |
| 9  | Бусаровка        | деревня | ↘4        | Малиновское сельское поселение      |
| 10 | Вагина           | деревня | ↘183      | Юрминское сельское поселение        |
| 11 | Валгина          | деревня | ↘189      | Слободчиковское сельское поселение  |
| 12 | Вилкова          | деревня | ↘138      | Кротовское сельское поселение       |
| 13 | Иванова          | деревня | ↘21       | Сорочкинское сельское поселение     |
| 14 | Кармацкая        | деревня | ↘340      | Кармацкое сельское поселение        |
| 15 | Кротово          | село    | ↘479      | Кротовское сельское поселение       |
| 16 | Малиновка        | село    | ↘448      | Малиновское сельское поселение      |
| 17 | Малоскаредное    | село    | ↘277      | Малоскарединское сельское поселение |
| 18 | Николаевка       | деревня | ↗43       | Слободчиковское сельское поселение  |
| 19 | Новоаптула       | деревня | ↘364      | Сорочкинское сельское поселение     |
| 20 | Новоберёзовка    | село    | ↘609      | Новоберёзовское сельское поселение  |
| 21 | Нововыигрышнева  | деревня | ↘8        | Русаковское сельское поселение      |
| 22 | Новопетрово      | село    | ↘245      | Новопетровское сельское поселение   |
| 23 | Новопетрово      | посёлок |           | Новопетровское сельское поселение   |
| 24 | Новоуфимская     | деревня | ↘150      | Новопетровское сельское поселение   |
| 25 | Новые Юрты       | деревня | ↘297      | Новопетровское сельское поселение   |
| 26 | Овсово           | деревня | ↘123      | Малоскарединское сельское поселение |
| 27 | Октябрьский      | посёлок | ↘33       | Аромашевское сельское поселение     |
| 28 | Ольгина          | деревня | ↘1        | Новопетровское сельское поселение   |
| 29 | Преображенка     | деревня | ↘61       | Русаковское сельское поселение      |
| 30 | Русаково         | село    | ↘371      | Русаковское сельское поселение      |
| 31 | Северная         | деревня | ↘42       | Малиновское сельское поселение      |
| 32 | Слободчики       | село    | ↘437      | Слободчиковское сельское поселение  |
| 33 | Смородиновка     | деревня | ↘138      | Кармацкое сельское поселение        |
| 34 | Сорочкино        | село    | ↘364      | Сорочкинское сельское поселение     |
| 35 | Таловая          | деревня | ↘22       | Слободчиковское сельское поселение  |
| 36 | Усть-Лотовка     | деревня | ↘100      | Кротовское сельское поселение       |
| 37 | Уткарма          | деревня | ↘83       | Новопетровское сельское поселение   |
| 38 | Чигарёва         | деревня | ↗259      | Аромашевское сельское поселение     |
| 39 | Юрминка          | деревня | ↘438      | Юрминское сельское поселение        |

7 октября 2004 года были упразднены деревни Богословка, Успенка, Половинка и Илиней.
9 ноября 2011 года была упразднена деревня Вяткина.

## Экономика
В промышленности района основное место занимает пищевая промышленность, производство хлебобулочных изделий. Наиболее крупным предприятием является ООО «Агрофирма Сибирский урожай».
Текстильное и швейное производство осуществляет муниципальное унитарное предприятие «Сибирячка».
В области сельского хозяйства действуют 3 сельскохозяйственных потребительских кооператива, 6 ООО, 5 сельскохозяйственных снабженческо-сбытовых потребительских кооператива, 46 КФХ и 5204 личных подворий.